# Iru Khechanovi
Irina "Iru" Khechanovi (em língua georgiana: ირინა "ირუ" ხეჩანოვი; Tiblíssi, 3 de Dezembro de 2000) conhecida simplesmente como Iru, é uma cantora e compositora georgiana. Como membro do grupo feminino «Candy», ganhou o Festival Eurovisão da Canção Júnior de 2011 com a canção «Candy Music». Em 2023, venceu a 5.ª temporada da versão georgiana do programa The Voice e representou a Geórgia no Festival Eurovisão da Canção de 2023, realizado em Liverpool, com a música «Echo».

## Biografia
Khechanovi tem ascendência arménia e nasceu a 3 de Dezembro de 2000 em Tiblíssi. Em 2011, no dia do seu décimo primeiro aniversário, representou a Geórgia no Festival Eurovisão da Canção Júnior de 2011, em Erevã, na Arménia, como membro do grupo feminino «Candy». As «Candy» venceram a competição com 108 pontos.
Em 2019, Khechanovi participou da versão georgiana dos Ídolos. Em 2021, lançou o seu primeiro single a solo intitulado «No Jerk Around Me». 
Em 2022, Iru teve uma participação no Festival Eurovisão da Canção Júnior de 2022 como parte de um «medley» de anteriores vencedores. Co-escreveu também a canção «I Believe», de Mariam Bigvava, a canção georgiana que participou no concurso desse ano e que ficou em terceiro lugar. Mais tarde nesse ano, a cantora participou na quinta temporada da versão local do The Voice; venceu o concurso a 2 de Fevereiro de 2023, ganhando o direito de representar a Geórgia no Festival Eurovisão da Canção de 2023 com a canção «Echo».
| Resultados e actuações no The Voice da Geórgia | Resultados e actuações no The Voice da Geórgia | Resultados e actuações no The Voice da Geórgia | Resultados e actuações no The Voice da Geórgia |
| Etapa                                          | Canção                                         | Artista original                               | Resultado                                      |
| ---------------------------------------------- | ---------------------------------------------- | ---------------------------------------------- | ---------------------------------------------- |
| Prova Cega                                     | "Never Enough"                                 | Loren Allred                                   | Entrou para a equipa de Dato Porchkhidze       |
| Batalha                                        | "Leave the Door Open"                          | Silk Sonic                                     | Avançou                                        |
| Tira-Teimas                                    | "Smells Like Teen Spirit" / "Around The World" | Nirvana / Daft Punk                            | Avançou                                        |
| Semi-final                                     | "Rise Like a Phoenix"                          | Conchita Wurst                                 | Avançou                                        |
| Final                                          | "Euphoria"                                     | Loreen                                         | Vencedora                                      |

## Discografia

### Singles
- 2021 – No Jerk Around Me
- 2022 – Not like Today
- 2022 – Tu mama
- 2023 – Idea
- 2023 – Echo
- 2023 – Seen